# Die Diplomatin – Mord in St. Petersburg
Mord in St. Petersburg ist ein deutscher Fernsehfilm von Roland Suso Richter aus dem Jahr 2021. Es handelt sich um die sechste Episode der Krimireihe Die Diplomatin mit Natalia Wörner als die beim Auswärtigen Amt arbeitende Diplomatin Karla Lorenz in der Hauptrolle.

## Handlung
Diplomatin Karla Lorenz verbringt bis zum Dienstantritt ihres neuen Postens in Rom ihren Urlaub mit ihrem tschechischen Freund Jan Horava in Berlin. Hier erreicht sie der „Hilferuf“ eines früheren Freundes, der gerade mit dem Flugzeug aus St. Petersburg gelandet war und offensichtlich kurz nach der Ankunft entführt wurde. Seiner kleinen Tochter hatte der Journalist zuvor Lorenz’ Telefonnummer auf den Arm geschrieben, sodass man die Botschafterin benachrichtigt, als das Kind allein am Flughafen aufgegriffen wird. Lorenz ist irritiert, denn sie hatte die letzten Jahre den Kontakt zu Kolja Petrow komplett verloren und nun soll sie für sein Kind sorgen, das sie überhaupt nicht kennt. Da sie sich vorrangig um die Suche nach Petrow kümmern will, überlässt sie dessen kleine Tochter erst einmal der Obhut ihres Freundes Jan.
Die Auswertung der Überwachungsaufnahmen am Flughafen zeigt deutlich, dass Petrow von Agenten des russischen Geheimdienstes entführt wurde. Um herauszufinden, was dahinter steckt, informiert sie Michael Wagner im Auswärtigen Amt, der sogleich einen Krisenstab zusammensetzt, dem auch Lorenz mit angehören soll, was leider die Beendigung ihres Urlaubs mit sich bringt. Es stellt sich zunächst die Frage, warum der russische Geheimdienst Petrow hier in Berlin festnimmt und nicht bereits in St. Petersburg. Nach ersten Recherchen hatte Petrow Kontakt mit einer deutschen Redaktion aufgenommen, weil er ihnen eine „Riesenstory“ anbieten wollte. Angeblich sollte die bevorstehende Bundestagswahl in Deutschland von Russland aus manipuliert werden, wofür Petrow Beweise hatte.
In Russland wird Petrow derweil für den Tod seiner Lebensgefährtin, einer bekannten politischen Moderatorin, verantwortlich gemacht. Lorenz und Wagner bezweifeln diese Unterstellung, denn wenn Petrow tatsächlich ein Mörder wäre, hätte die russische Botschaft einfach einen Auslieferungsantrag stellen können, anstatt eine rechtswidrige Entführung zu arrangieren. Die Verhandlungen mit der russischen Botschaft ermöglichen ein kurzes Treffen zwischen Lorenz und Petrow. In versteckten Hinweisen deutet Petrow an, etwas auf der Toilette des Flughafens versteckt zu haben. Lorenz schickt Jan auf die Suche, der auch fündig wird, aber sogleich von russischen Agenten verfolgt wird. Seinen Verfolgern entkommen, bringt er den gefundenen USB-Stick zum Auswärtigen Amt. Bei der Durchsicht finden sich zahlreiche Beweise, wie Russland seit Jahren versucht Fake News zu verbreiten und jetzt, kurz vor der Bundestagswahl, stehen demnach hunderte Hacker in den Startlöchern, um mit gezielten Falschmeldungen die deutsche Demokratie aus den Angeln zu heben.
Mit möglichen Falschmeldungen muss sich auch Lorenz auseinandersetzen, als ihr zum einen mitgeteilt wird, dass Petrow angeblich einen Selbstmordversuch unternommen hätte und er tatsächlich gegen seine Lebensgefährtin gewalttätig geworden sein soll. Somit ist nicht auszuschließen, dass er sie letztendlich auch vom Balkon in den Tod gestoßen haben könnte. Lorenz lässt das keine Ruhe und nach akribischer Suche findet sie im Spielzeug von Petrows Tochter einen Zugangscode zu einer Onlinedatei, die ihre Mutter eingerichtet hatte. Hierin sind detaillierte Daten von Mitgliedern des Deutschen Bundestages, die so erpresst oder durch Veröffentlichung in Misskredit gebracht werden können. Damit diese Machenschaften des russischen Geheimdienstes nicht an die Öffentlichkeit gelangen, musste dieser handeln.
Lorenz wird allmählich klar, dass man dafür Petrow benutzt hatte. Bei einem zweiten Treffen, das Lorenz erwirken kann, räumt er ein, vom FSB erpresst worden zu sein, weil man ihm sonst seine Tochter weggenommen hätte. Lorenz ist maßlos enttäuscht, von Petrow hintergangen worden zu sein, denn ihr ist klargeworden, dass die ganze Aktion hier in Berlin nur inszeniert worden war, damit er sich nicht für den Mord verantworten muss. Da sie aber nicht bereit ist, einen Mörder zu decken, versagt sie jede weitere Hilfe und lässt Petrow nach Moskau zurückfliegen. Für seine Tochter nimmt Lorenz Kontakt zu deren Großeltern in Israel auf und lässt sie von ihnen abholen.

## Hintergrund
Mord in St. Petersburg wurde vom 19. Januar bis zum 16. Februar 2021 in Berlin (dort in den letzten 15 Minuten des Films in den Ruinen der US-Abhörstation auf dem Teufelsberg) und Brandenburg an der Havel gedreht. Der Film wurde am 18. September 2021 auf dem Samstagabendsendeplatz im Ersten erstausgestrahlt. Ursprünglich sollte die Handlung in Rom spielen, doch aufgrund der Corona-Pandemie konnte als Drehort nur Deutschland gewählt werden, sodass sich das Auswärtige Amt in Berlin anbot.

## Rezeption

### Einschaltquote
Bei der Erstausstrahlung am 18. September 2021 im Ersten erreichte der Film 5,27 Millionen Zuschauer und 20,4 Prozent des Gesamtmarktanteils.

### Kritik
Tilmann P. Gangloff urteilte bei tittelbach.tv: „Die Handlung hat zwar großen Erklärungsbedarf und wird zudem immer komplizierter, aber Mahnkopf, von der unter anderem die Vorlage für die Drehbücher der ersten beiden Amsterdam-Krimis stammt, hat es mit großem Geschick verstanden, die vielen notwendigen Erläuterungen ohne lange Monologe zu vermitteln. Gelungen ist auch die Balance zwischen Emotions- und Informationsebene.“ Der Kritiker lobte insgesamt die „geschickt verknüpfte“ Handlung und die „herausragende Bildgestaltung“. „Clever lockt der Film […] auf eine völlig andere Fährte“.
Bei film-rezensionen wertete Oliver Armknecht: „Eines muss man dem Team hinter Die Diplomatin: Mord in St. Petersburg ja zugestehen: Selten sieht man im öffentlich-rechtlichen Fernsehen einen Krimi, der sich derart stark auf das aktuelle politische Geschehen bezieht.“ „Zudem darf sich das Publikum auf einige Überraschungen freuen, wenn die Geschichte ein paar Haken schlägt.“
Die Frankfurter Rundschau schrieb: „Die Drehbuchautorin Rebecca Mahnkopf bedient sich […] eines bekannten dramaturgischen Kniffs: die Leben der Hauptfigur und des Episodenprotagonisten sind miteinander verknüpft. Eine allgemein überstrapazierte, nicht sehr glückliche Volte oder eher Krücke –, weil oft nahe an der Unglaubwürdigkeit. Auch in dieser Story, die eigentlich den Untertitel ‚Entführung in Berlin‘ tragen müsste, wird Bezug auf ein aktuelles politisches Geschehen genommen, hier – analog zu Vorgängen in den USA – die geplante Einflussnahme auf die deutschen Bundestagswahlen. Doch leider nur sekundär als Auslöser einer dann doch überwiegend emotional orientierten Handlung und deshalb nicht sonderlich tiefgreifend. Mutmaßlich hätte eine Umkehrung der Prioritäten zu diesem Zeitpunkt einen wirkungsvolleren Film ergeben.“